# Hajdúsági Tájvédelmi Körzet
A buckás-dombos, erdős Hajdúsági Tájvédelmi Körzetet 1988-ban 7000 ha-os kiterjedésű, 22 elkülönült területen hozták létre. A felszínét az utolsó jégkorszak északias szelei alakították ki a 18–20 m-es magasságot is elérő jellegzetes formájú, ún. parabolabuckákkal, melyek között részben az ősi folyóvizek által hátrahagyott, részben a szél által kimélyített ÉK-DNy-i irányú mélyedések, völgyek húzódnak. E nedves, tocsogós, “nyírvízlaposok” a későbbi hűvös-nedves időszakban alakulhattak ki, s napjaink vízrendezéséig menedéket nyújtottak e hajdani kor élővilágának a szárazabb, a melegebb periódusokban is.

## Növényvilága

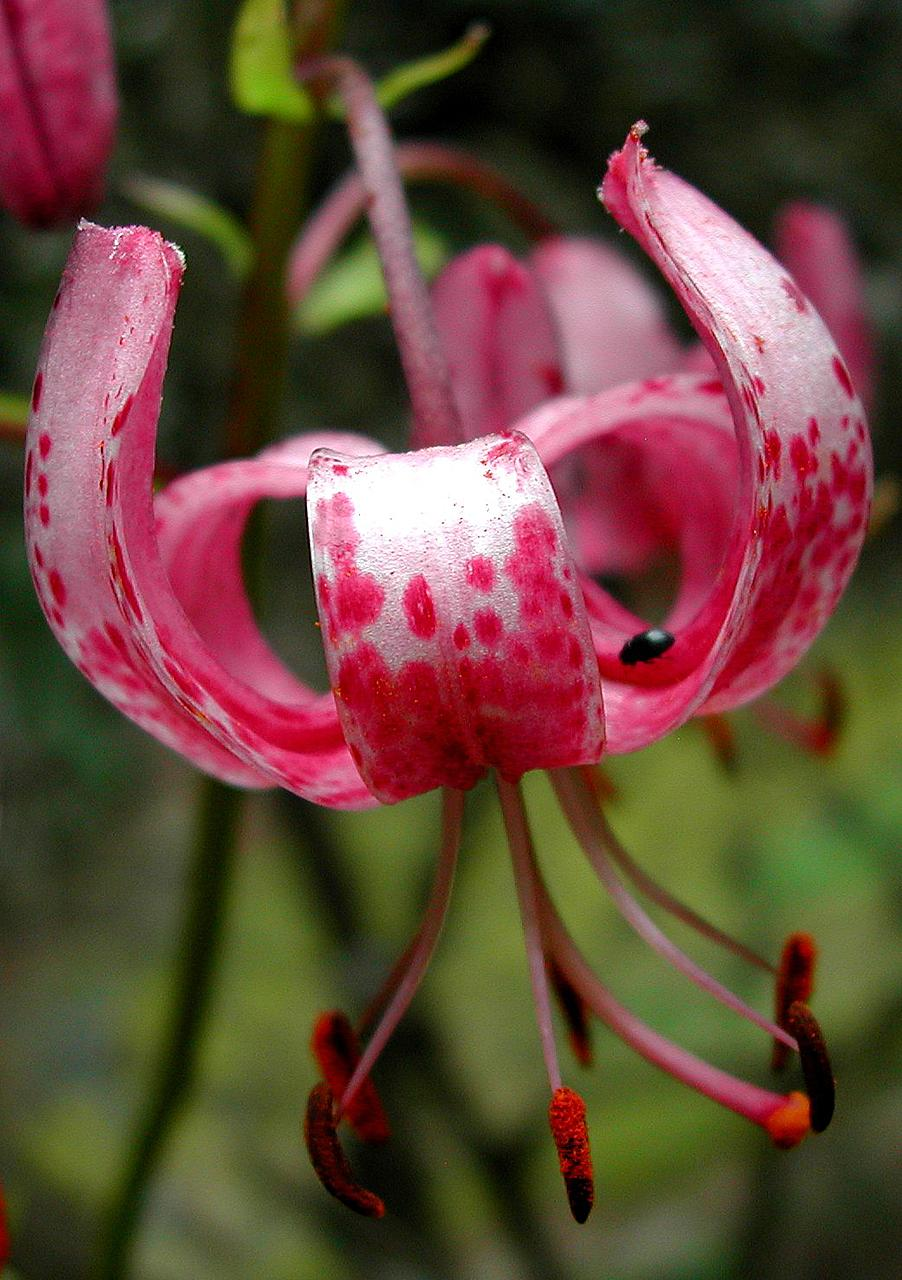
Turbánliliom

A nyírvízlaposok sajátos élőhelytípusa sok hűvös és nedves klímát kedvelő növényt megőrzött (pl.: fehér zászpa, szibériai nőszirom, buglyos szegfű, pompás kosbor, hússzínű ujjaskosbor, zergeboglár, kornistárnics). A lápok beerdősülésének állomásai a nyírlápok és a gyakoribb rekettyefüzesek, zárótársulásként tölgy-kőris-szil ligeterdők. A lágyszárú szint jellemző növényei az odvas és az ujjas keltike, fehér és lándzsás madársisak, vitéz kosbor, turbánliliom, békakonty.
A magasabb térszíneken megjelenik a gyöngyvirágos tölgyes, hol különlegességnek számít az ezüst hárs, mely Bagamér mellett szép maradványerdőt alkot. Ritka, védett növényei a zöldes és kétlevelű sarkvirág, a széleslevelű nőszőfű és az erdei szellőrózsa.
Ha a szárazabb területeket keressük fel, még mindig sok szép homoki legelőt találunk, ahol látjuk az agárkosbort, a magyar kökörcsint, homoki nőszirmot és a homoki vértőt. A száraz homoki tölgyesekből mára csak igen kevés maradt. Jellemző bennük a kiterjedt tisztások zárt homoki gyepjei. A tájvédelmi körzet legkiemelkedőbb értékei az itt díszlő tarka sáfrány, az egyhajúvirág és a liláskék leplű magyar nőszirom.

## Állatvilága
Bár a tájvédelmi körzet elsősorban botanikai értékei miatt nevezetes, értékes a homoki gyepek két ízeltlábúja: a ragadozó imádkozó sáska és a kárpát-medencei bennszülött sisakos sáska. A hüllők közül jelentős a homokpusztai gyepeken elszórt populációkban élő homoki gyík s a láprétek ritka faja, az elevenszülő gyík. Idős nyárfák természetes odúiban költ a fokozottan védett szalakóta, a hasonlóan színpompás gyurgyalag a homokbányák partfalait választja lakóhelyül. A vízimadarak közül a víztárolókon fészkel a vörösnyakú vöcsök és a fattyúszerkő, a tájvédelmi körzet déli, szikesedő tavain pedig a gulipán, a gólyatöcs és a nyári lúd. A terület jellemző ragadozó madarai a halászsas, a kígyászölyv és a kerecsensólyom. Gyakori itt az ürge, a borz és a vadmacska is.

## Kulturális értékek
A tájvédelmi körzet kulturális értékei szintén jelentősek: a területen húzódik az a földsánc-rendszer, amit a 3. század környékén építettek az itt élő szarmata törzsek (legszebben Nagycsere határában látható). Nyíracsádon az Árpád-kori templom, Monostorpályiban a tubusmagtárak jelentenek értékes látnivalót.
Kiállítóhelyek:
- Álmosd Kovácsműhely
- Kölcsey Emlékház
- Debrecen Erdőspusztai Bemutatóház és Arborétum
- Hosszúpályi Tájház
- Létavértes Vízivágóhíd, Tájház, Kossuth kert

## Külső hivatkozások
- A Hortobágyi Nemzeti Park honlapja
- A Hortobágyi Nemzeti Park honlapja - A Hajdúsági TK leírása
- 130/2007. (XII. 27.) KvVM rendelet a Hajdúsági Tájvédelmi Körzet védettségének fenntartásáról